# Droupt-Sainte-Marie
Droupt-Sainte-Marie ist eine französische Gemeinde mit 256 Einwohnern (Stand: 1. Januar 2022) im Département Aube in der Region Grand Est. Der Ort gehört zum Arrondissement Nogent-sur-Seine und zum Kanton Creney-près-Troyes. Zudem ist die Gemeinde Teil des 2017 gegründeten Gemeindeverbands Seine et Aube. Die Einwohner werden Drouillons genannt.

## Geographie
Droupt-Sainte-Marie liegt etwa 22 Kilometer nordwestlich von Troyes an der Seine. Durch die Gemeinde führt auch der Canal de la Haute-Seine.
Nachbargemeinden sind Méry-sur-Seine im Norden und Westen, Charny-le-Bachot im Norden und Nordosten, Prémierfait im Osten, Droupt-Saint-Basle im Süden sowie Vallant-Saint-Georges im Südwesten.

## Bevölkerungsentwicklung
| Jahr                       | 1793 | 1800 | 1856 | 1906 | 1962 | 1968 | 1975 | 1982 | 1990 | 1999 | 2006 | 2011 | 2016 |
| Einwohner                  | 288  | 325  | 428  | 311  | 265  | 239  | 210  | 199  | 207  | 218  | 234  | 235  | 237  |
| Quellen: Cassini und INSEE |      |      |      |      |      |      |      |      |      |      |      |      |      |

## Sehenswürdigkeiten
- Kirche La Nativité-de-la-Vierge aus dem 12. Jahrhundert, Monument historique seit 1937

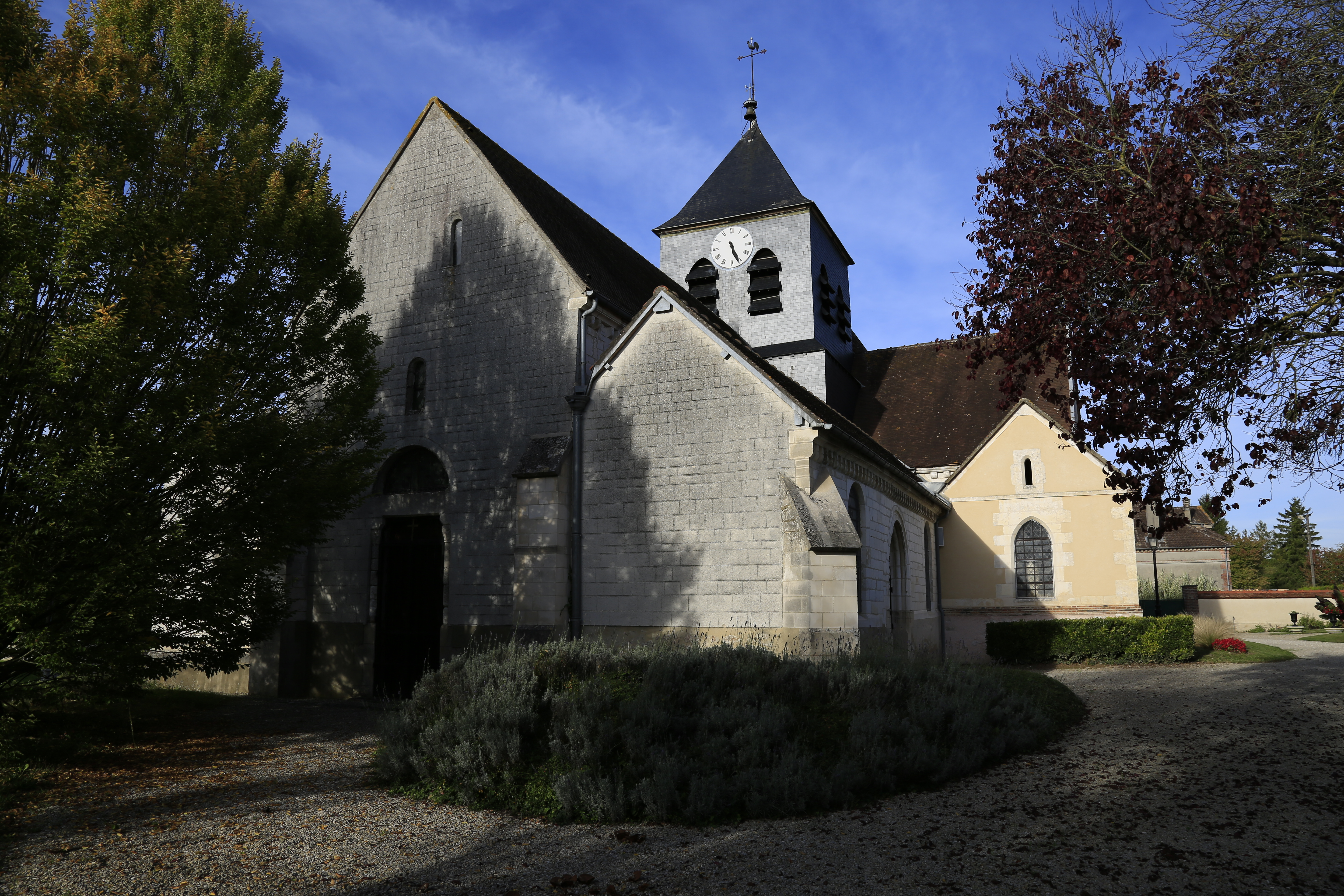
Kirche La Nativité-de-la-Vierge